# Magnolia praecalva
Magnolia praecalva là một loài thực vật có hoa trong họ Magnoliaceae. Loài này được (Dandy) Figlar & Noot. mô tả khoa học đầu tiên năm 2004.